# Itumbiara denudata
Itumbiara denudata là một loài bọ cánh cứng trong họ Cerambycidae.